# Гирц, Клиффорд
Кли́ффорд Джеймс Гирц (Герц, англ. Clifford James Geertz /ˈɡɜrts/; 23 августа 1926, Сан-Франциско — 30 октября 2006, Филадельфия) — американский антрополог и социолог, основатель
символическо-интерпретативной антропологии, занимающейся изучением различных культур и влиянием концепции культуры на концепцию человека.
Член Национальной академии наук США (1973).

## Биография
Во время Второй мировой войны в 1943—1945 годах служил на флоте.
В 1950 году получил бакалавра гуманитарных наук по философии в Антиохском колледже.
В 1956 году в Гарвардском университете под научным руководством Толкотта Парсонса получил доктора философии, защитив диссертацию «Религия Моджокуто: исследование ритуала и веры в сложном обществе».
В 1958—1960 годах преподавал антропологию в Калифорнийском университете в Беркли.
В 1960—1970 годах преподавал на кафедре антропологии Чикагского университета.
В 1970—2000 годах профессор общественных наук, затем эмерит в Институте перспективных исследований.

## Профессиональные интересы
Основные труды посвящены традиционным религиям и культурам Юго-Восточной Азии и Северной Африки, элементам традиции в современном мире. Сотрудничал с Эдвардом Шилзом и Толкоттом Парсонсом, у которого учился в Гарварде, был близок к структурному функционализму в изучении обществ и религиозных систем (Р. Белла и др.). Однако предметом его научного интереса выступали прежде всего символические аспекты коллективного действия (обычая, ритуала, праздника, социальных движений) в его связи с общими взглядами человека на мир и своеобразным «этическим» отношением к миру. Гирц стал основателем «символической» или «интерпретативной» антропологии, развивающей в этом плане подходы герменевтики, аналитической философии языка. Известность получила серия обобщающих статей Гирца «Религия как культурная система», «Идеология как культурная система», «Искусство как культурная система» и «Здравый смысл как культурная система». Его эмпирические работы — монография о петушиных боях у балийцев («Глубокая игра»), статья «Личность, время и поведение на Бали» и ряд других — стали научной классикой. Он популяризировал метод «насыщенного описания» в гуманитарных науках.

## Влияние и признание
Повлиял на социальные науки конца XX века, на весь круг дисциплин, исследующих культуру (англ. cultural studies), в частности — на становление школы нового историзма (Стивен Гринблатт). Лауреат Национальной премии критики (1989) за книгу «Труды и жизни: Антрополог как автор». Труды Гирца переведены на многие языки, включая русский, турецкий и китайский, входят в учебные программы университетов.
Цитируется определение понятия «религия», которое Гирц дал в ходе исследования «культурного аспекта анализа религии». Он определил религию как «систему символов, которая способствует возникновению у людей сильных, всеобъемлющих и устойчивых настроений и мотиваций, формируя представления об общем порядке бытия и придавая этим представлениям ореол действительности таким образом, что эти настроения и мотивации кажутся единственно реальными».
Ссылался на него не единожды Арон Гуревич.

## Основные труды
- The Religion of Java (1960)
- Peddlers and Princes: Social Change and Economic Modernization in Two Indonesian Towns (1963)
- Agricultural Involution: the process of ecological change in Indonesia (1964)
- Islam Observed, Religious Development in Morocco and Indonesia (1968)
- The Interpretation of Cultures (1973)
- Kinship in Bali (1975)
- Negara: The Theatre State in Nineteenth-century Bali (1980)
- Local Knowledge: further essays in interpretive anthropology (1983)
- Works and Lives: The Anthropologist As Author (1988)
- After the Fact: Two Countries, Four Decades, One Anthropologist (1995)
- Available Light: Anthropological Reflections on Philosophical Topics (2000)

## Публикации на русском языке

### Монографии
- Интерпретация культур / Пер. с англ. О. В. Барсукова, А. А. Борзунов, Г. М. Дашевский, Е. М. Лазарева, В. Г. Николаев; послесл. А. Л. Елфимов; науч. ред. А. Л. Елфимов, А. В. Матешук. — М.: Российская политическая энциклопедия (РОССПЭН), 2004. — 560 с. (Культурология. XX век) ISBN 5-8243-0474-2
- Глубокая игра: Заметки о петушиных боях у балийцев. — М.: Ад Маргинем Пресс, 2017. — 95 с. (Серия Minima; 28). ISBN 978-5-91103-373-6
- Постфактум: две страны, четыре десятилетия, один антрополог / пер. с англ. А. М. Корбут. — М.: Новое литературное обозрение, 2020. — 283 с. (Интеллектуальная история). ISBN 978-5-4448-1217-4 : 1500 экз.

### Статьи
- С точки зрения туземца: о природе понимания в культурной антропологии // Девятко И. Ф. Модели объяснения и логика социологического исследования. М.: Ин-т социологического образования Российского центра гуманитарного образования — Программа Европейского сообщества TEMPUS/TACIS — ИС РАН, 1996. — 172 с. (Библиотека серии «Специализированные курсы в социологическом образовании» / Ин-т социол. образования Рос. центра гуманитар. образования, Ин-т социологии Рос. акад наук). ISBN 5-201-02353-3
- Идеология как культурная система // Новое литературное обозрение. — 1998. — № 1.
- Погадаева П. В. О концепциях изучения балийской культуры // Индонезийский и малайский мир во втором тысячелетии: основные вехи развития. Доклады участников 11 Европейского коллоквиума по индонезийским и малайским исследованиям. Москва, 29 июня — 1 июля 1999 г. М.: Общество «Нусантара», 2000, с. 206—212.
- Путь и случай: Жизнь в науке (Пер. с англ. и прим. А. Л. Зорина отрывка из монографии «Доступный свет: антропологические размышления на философские темы» по изданию Geertz Clifford. Available Light. Anthropological Reflections on Philosophical Topics. Princeton: Princeton University Press, 2000. Р. 3-20) // Новое литературное обозрение. — 2004. — № 6.
- Здравый смысл как культурная система // Неприкосновенный запас. — 2007. — № 54. (пер. с англ. А. Захарова; отрывок из монографии «Локальное знание: ещё несколько статей по интерпретативной антропологии» — Local Knowledge: Further Essays in Interpretive Anthropology. N.Y.: BasicBooks, 1983. Ch. 4.)
- Базарная экономика: информация и поиск в крестьянском маркетинге // Экономическая социология. — 2009. — Т. 10, № 2. — С. 54−61.